# ويليام هالسي
ويليام هالسي هو سياسي أمريكي، ولد في 1770 في Short Hills, New Jersey ‏ في الولايات المتحدة، وتوفي في 16 أغسطس 1843. انتخب عمدة نيوآرك، نيوجيرسي, نيوجيرسي ‏ (1836 – 1837).